# Cross Media Bar
Cross Media Bar (XMB), skrivet XrossMediaBar i marknadsföringssyfte, är det användargränssnitt som bland annat används i Playstation Portable, i TV-apparater från Sony och i Playstation 3. Menysystemet bygger på att alla menyalternativ är väljbara i två axlar, en horisontell för kategorier av alternativ och en vertikal för mer specifika alternativ.